# Lista najwyższych budynków w Detroit
Detroit jest jednym z większych miast w USA. Obecnie znajduje się tu 26 wieżowców z wysokością co najmniej 100 metrów, 1 przekracza 200 metrów. W chwili obecnej nie ma żadnych budynków powyżej 100 metrów w trakcie budowy. Miasto posiada dość liczne grono starych wieżowców, z lat 20. XX wieku. Jeden z nich musiał zostać wyburzony w 1998 roku. Był to wybudowany w 1911 roku, 125-metrowy J.L. Hudson Department Store. Był jednym z najwyższych domów handlowych.

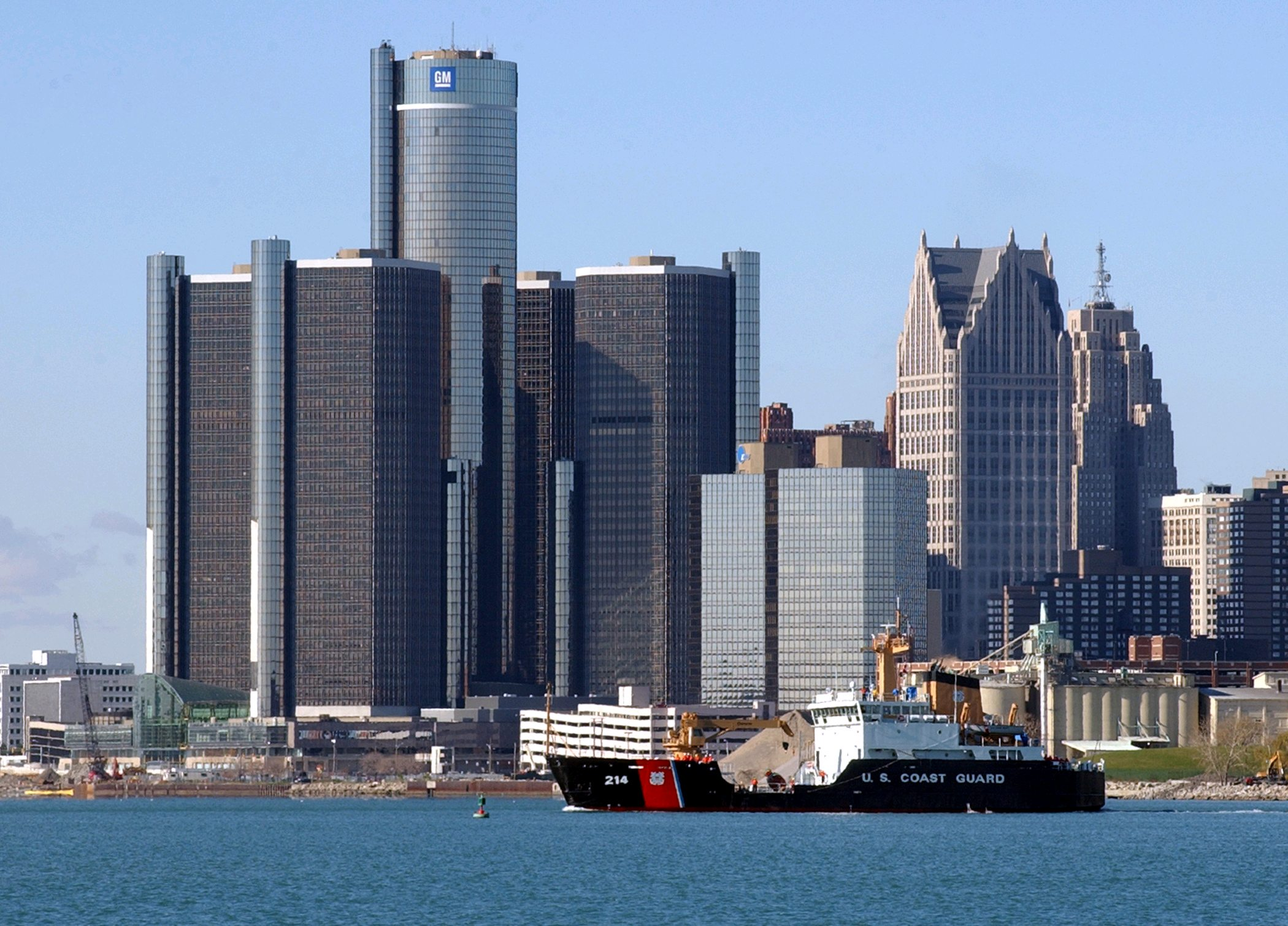
Renaissance Center

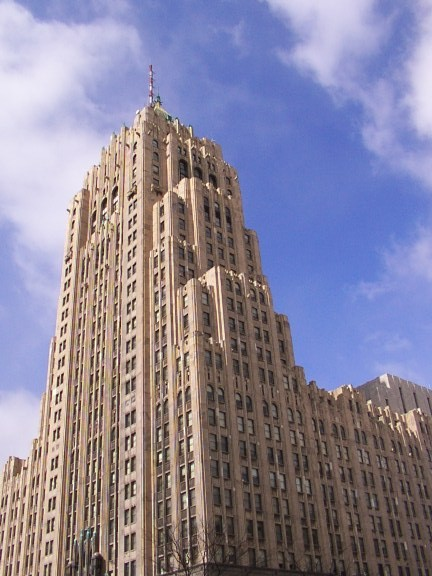
Fisher Building

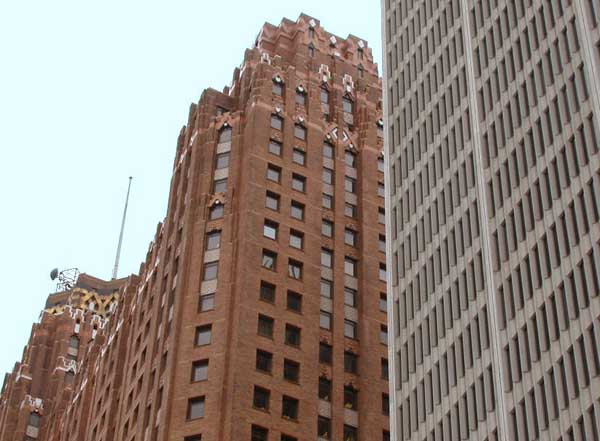
Guardian Building

## 10 najwyższych
| Ranking | Budynek                                    | Wysokość strukturalna | Liczba pięter | Rok budowy |
| ------- | ------------------------------------------ | --------------------- | ------------- | ---------- |
| 1.      | Detroit Marriott at the Renaissance Center | 221,5 m               | 70            | 1977       |
| 2.      | Comerica Tower                             | 188,7 m               | 43            | 1993       |
| 3.      | Penobscot Building                         | 172,2 m               | 47            | 1928       |
| 4-4.    | Renaissance Center 100 Tower               | 159,2 m               | 39            | 1977       |
| 4-5.    | Renaissance Center 200 Tower               | 159,2 m               | 39            | 1977       |
| 4-6.    | Renaissance Center 300 Tower               | 159,2 m               | 39            | 1977       |
| 4-7.    | Renaissance Center 400 Tower               | 159,2 m               | 39            | 1977       |
| 8.      | Guardian Building                          | 151,0 m               | 40            | 1929       |
| 9.      | Book Tower                                 | 144,8 m               | 38            | 1926       |
| 10.     | 150 West Jefferson                         | 138,7 m               | 26            | 1989       |

## Wyburzone (>100 m)
| Ranking | Budynek                              | Wysokość strukturalna | Liczba pięter | Rok budowy | Rok wyburzenia |
| ------- | ------------------------------------ | --------------------- | ------------- | ---------- | -------------- |
| 1.      | J.L. Hudson Company Department Store | 125 m                 | 29            | 1911       |                |